# Maximilien Simon
Maximilien-Charles Simon (1797-1861) est un compositeur français.

## Biographie
Maximilien Simon naît le 19 ventôse de l'an V, soit le 8 mars 1797, à Metz, en Moselle,.
Il étudie au Conservatoire de Paris, où il est élève de Jean-François Lesueur en composition. Avec la cantate Pyrame et Thisbé, sur un texte de J. A. Vinaty, il remporte en 1823 un premier Second Prix de Rome, derrière Édouard Boilly et Louis Ermel,.
Mais il ne fait pas de carrière musicale. Il devient inspecteur des services postaux dans le département de la Seine. À ce titre, il est nommé chevalier de l'Ordre impérial de la Légion d'honneur par décret du 16 août 1860,.
Maximilien Simon meurt le 20 septembre 1861.

### Sources
- Notice biographique sur musimem.com